# Топтыгин, Сергей Михайлович
Сергей Михайлович Топтыгин (род. 12 февраля 1970, Москва) — российский оперный певец (бас-баритон, баритон), заслуженный артист России, ведущий солист московского театра «Геликон-опера», приглашенный солист и Государственного академического Большого театра России и Государственной академической симфонической капеллы России

## Биография
Родился 12 февраля 1970 года в Москве.
В 1996 году окончил вокальный факультет Московской государственной консерватории имени П. И. Чайковского (класс народного артиста профессора Анатолия Лошака). В этом же году становится солистым московского театра «Геликон-опера»
В 2011 году исполнил партию Набукко в опере «Набукко» Дж. Верди в Международном музыкальном фестивале Bartok+ в Мишкольце.
В этом же году летом исполнил партию Грязного («Царская невеста») на фестивале русской музыки в Каннах.
В июле 2011 года исполнил партию Тамерлана в мировой премьере оперы Александра Чайковского «Легенда о граде Ельце, Деве Марии и Тамерлане».
В 2012 году исполнил партию Генриха в мировой премьере оперы А. Журбина «Альберт и Жизель»
В 2016 исполнил балладу Томского («Пиковая дама» П. Чайковского) на фестивале «Красная площадь»
В 2022 году исполнил главную партию в опере Александра Бородина "Князь Игорь" на фестивале "XXXV Собиновский музыкальный фестиваль"
Постоянный участник ежегодного Международного музыкального фестиваля «Birgitta» в Таллине.
Сми и критики не раз отмечали выступления Сергей Топтыгина. Главный редактор газеты «Коммерсантъ» в статье о премьере оперы «Упавший с неба»:

И оба Мересьева, и хирурги (Дмитрий Овчинников, Андрей Паламарчук и Артем Чулков), и сосед Мересьева по больнице летчик Кукушкин (Анатолий Пономарев) — все и поют, и играют крайне убедительно. А комиссар (Сергей Топтыгин) так и вовсе чуть не затмил обоих главных героев.
— https://www.kommersant.ru/doc/576522
Театральный критик Сергей Коробков в «Новой газете»:

«Неужели я так долго живу на свете?» становится главной характеристикой персонажа в исполнении солиста «Геликон-оперы» Сергея Топтыгина, рисующего своего героя больше баритоновыми (читай — лирическими), нежели басовыми обертонами. Мастеровито спетые арии, включая знаменитую арию чести, у Топтыгина выходят признанием, лирической исповедью человека, запутавшегося во временах.— https://www.novayagazeta.ru/articles/2012/01/12/47674-aktualnyy-171-falstaf-187-v-kontsertnom-zale-im-chaykovskogo
«Газета культура»:

Сергей Топтыгин нарисовал портрет титульного персонажа, отыскав в бас-баритоновом диапазоне светлые лирические краски страдальца отца и затемнив лирику там, где от дожа требуются воля и решимость. — http://portal-kultura.ru/articles/music/34327-romeo-i-dzhuletta-pereekhali-v-genuyu/
Множественные выступления в «Большом театре»
Гастролировал в Австрии, Германии, Франции, Нидерландах, Испании, Италии, Люксембурге, Бельгии, Дании, Венгрии, Польше, Эстонии, Израиле, Китае, Южной Корее, США, Ливане и других странах.

## Номинации и премии
- 1997 — дипломант Международного конкурса вокалистов в Москве.[15]
- 1999 — номинация «Российской национальный театральной премией и фестивалем Золотая Маска» на лучшую мужскую роль за роли Линдорфа, Коппелиуса, Миракля и Дапертутто в «Сказках Гофмана» Ж. Оффенбаха (постановка Д. Бертмана, 1999).[16]
- 2005 — благодарность от Комитета по культуре город Москвы «„за достигнутые успехи и вклад в развитие культуры города Москвы“.
- 2007 — почетное звание Заслуженный артист Российской Федерации» за «весомый вклад в развитие отечественного музыкального-театрального искусства»

## Творчество
Репертуар певца достигает свыше 60 оперных партий, преимущественно первого положения. Певец регулярно выступает с сольными концертами и камерными программами.

### Геликон-опера
| Партия                                   | Произведение                  | Автор                |
| ---------------------------------------- | ----------------------------- | -------------------- |
| Граф Альмавива                           | «Свадьба Фигаро»              | В. А. Моцарт         |
| Дон Базилио                              | «Севильский цирюльник»        | Дж. Россини          |
| Линдорф, Коппелиус, Миракль и Дапертутто | «Сказки Гофмана»              | Ж. Оффенбах          |
| Набукко                                  | «Набукко»                     | Дж. Верди            |
| Амонасро, Рамфис                         | «Аида»                        | Дж. Верди            |
| Фальстаф, Пистоль                        | «Фальстаф»                    | Дж. Верди            |
| Эскамильо                                | «Кармен»                      | Ж. Бизе              |
| Водяной                                  | «Русалка»                     | А. Дворжак           |
| Голландец                                | «Летучий голландец»           | Р. Вагнер            |
| Фридрих                                  | «Запрет на любовь»            | Р. Вагнер            |
| Франк                                    | «Летучая мышь»                | И. Штраус            |
| Глебов, Эскамильо                        | «Сибирь»                      | У. Джордано          |
| Рангони                                  | «Борис Годунов»               | М. Мусоргской        |
| Полкан                                   | «Золотой петушок»             | Н. Римский-Корсаков  |
| Грязной, Малюта Скуратов                 | «Царская невеста»             | Н. Римский-Корсаков  |
| Зарецкий, Гремин                         | «Евгений Онегин»              | П. Чайковский        |
| Томский, Златогор                        | «Пиковая дама»                | П. Чайковский        |
| Ибн Хакиа                                | «Иоланта»                     | П. Чайковский        |
| Мазепа, Кочубей                          | «Мазепа»                      | П. Чайковский        |
| Леандр                                   | «Любовь к трем апельсинам»    | С. Прокофьев         |
| Борис Тимофеевич                         | «Леди Макбет Мценского уезда» | Д. Шостакович        |
| Губернатор                               | «Доктор Гааз»                 | А. Сергунин          |
| Буря-богатырь                            | «Кащей Бессмертный»           | Н. Римский-Корсаков  |
| Голос Николая Чудотворца                 | «Садко»                       | Н. Римский- Корсаков |
| Комиссар                                 | «Упавший с неба»              | С. Прокофьев         |
| Дон Паскуале                             | «Дон Паскуале»                | Г. Доницетти         |
| Стародум                                 | «Кофейная кантата»            | И. С. Бах            |
| Сильвано                                 | «Бал-маскарад»                | Дж. Верди            |
| Голландец                                | www.nibelungopera.ru          | Р. Вагнер            |
| Линдорф, Коппелиус, Миракль, Дапертутто  | «Сказки Гофмана»              | Ж. Оффенбах          |
| Мандарин                                 | «Турандот»                    | Дж. Пуччини          |
| 1-й Комиссар                             | «Диалоги кармелиток»          | Ф. Пуленк            |
| Сальери                                  | «Моцарт и Сальери»            | Н. Римский-Корсаков  |
| Квартет                                  | "Риголетто"                   | Дж. Верди            |

### Государственная академическая симфоническая капелла России
Исполнил свыше 20 партий первого положения.
| Партия      | Произведение                                    | Автор            |
| ----------- | ----------------------------------------------- | ---------------- |
|             | «Воевода»                                       | П. Чайковский    |
|             | «Черевички»                                     | П. Чайковский    |
|             | «Луиза Миллер»                                  | Дж. Верди        |
|             | «Сила судьбы»                                   | Дж. Верди        |
| Монолог Яго | «Отелло»                                        | Дж. Верди        |
| Тамерлан    | «Легенда о граде Ельце, Деве Марии и Тамерлане» | А. Чайковский    |
| Генрих      | «Альберт и Жизель»                              | А. Журбин        |
|             | «Последние дни»                                 | Алексей Николаев |